# Paul Keres
Paul Keres (7 janvier 1916 à Narva, Estonie – 5 juin 1975 à Helsinki, Finlande), orthographié souvent « Kérès » dans les textes en français, est un joueur d'échecs estonien, puis soviétique après l'occupation de l'Estonie par l'URSS en 1940. Il fut l'un des plus grands joueurs d'échecs de la fin des années 1930 au milieu des années 1960.
Keres a remporté le très fort tournoi AVRO de 1938, devançant les meilleurs joueurs des années 1930 : Fine, Botvinnik (futur champion du monde), Euwe (ancien champion du monde), Reshevsky (multiple candidat au championnat du monde), Alekhine (champion du monde de l’époque), Capablanca (aussi ancien champion du monde) et Flohr.
Candidat malheureux aux championnats du monde à plusieurs reprises, Keres a terminé troisième du championnat du monde d'échecs disputé en 1948 et quatre fois à la deuxième place des tournois des candidats au championnat du monde, de 1953 à 1962, n'étant devancé à chaque fois que par les futurs vainqueurs du titre : Vassily Smyslov (en 1953 et 1956), Mikhaïl Tal (en 1959) et Tigran Petrossian (en 1962).
Keres a participé à onze olympiades de 1935 à 1964, dont quatre avec l'Estonie (y compris l'olympiade non officielle de Munich en 1936) et sept avec l'Union soviétique. Pendant quarante ans, il a multiplié les victoires en tournoi : de Bad Nauheim (en 1936, ex æquo avec Alekhine) à Tallinn (en 1975) et remporté trois fois le championnat d'échecs d'URSS (1947, 1950 et 1951).
En raison de ces résultats solides, de nombreux historiens des échecs considèrent Keres comme l'un des plus grands joueurs de l'histoire et le joueur le plus fort à n'être jamais devenu champion du monde. Il fut surnommé « Paul le deuxième », « L'Éternel second » et « Le Prince héritier des échecs ». Keres, avec Viktor Korchnoi et Alexander Beliavsky, vainquirent neuf champions du monde, plus que n'importe qui d'autre dans l'histoire des échecs.

## Biographie
Paul Keres naît à Narva, au nord-est de l'Estonie. Ses parents étaient estoniens et sa langue maternelle l'estonien. Enfant, il apprit le russe à l'école. Plus tard, à l'Université de Tartu, il compléta son apprentissage de la langue russe, ainsi que de l'allemand, en suivant des études de mathématiques. Il apprit à jouer aux échecs à l'âge de 5 ans (en 1921).
Il fait des études de mathématiques à l'Université de Tartu et sort diplômé de l'université en 1939, à 23 ans, tout en participant à des concours d'échecs à partir de 1929. Après ses études, il consacre son existence aux échecs. Il devint grand maître lors de la création du titre en 1950.
Il était aussi un excellent joueur de tennis. Dans sa jeunesse, il fut vice-champion d'Estonie de tennis.
Il meurt en 1975 d'un infarctus du myocarde à l'aéroport d'Helsinki, alors qu'il revenait en vainqueur du tournoi de Vancouver, étant en transit pour retourner en URSS. Il est inhumé au cimetière boisé de Tallinn. Son épouse Maria est morte à 97 ans en 2014.

## Carrière

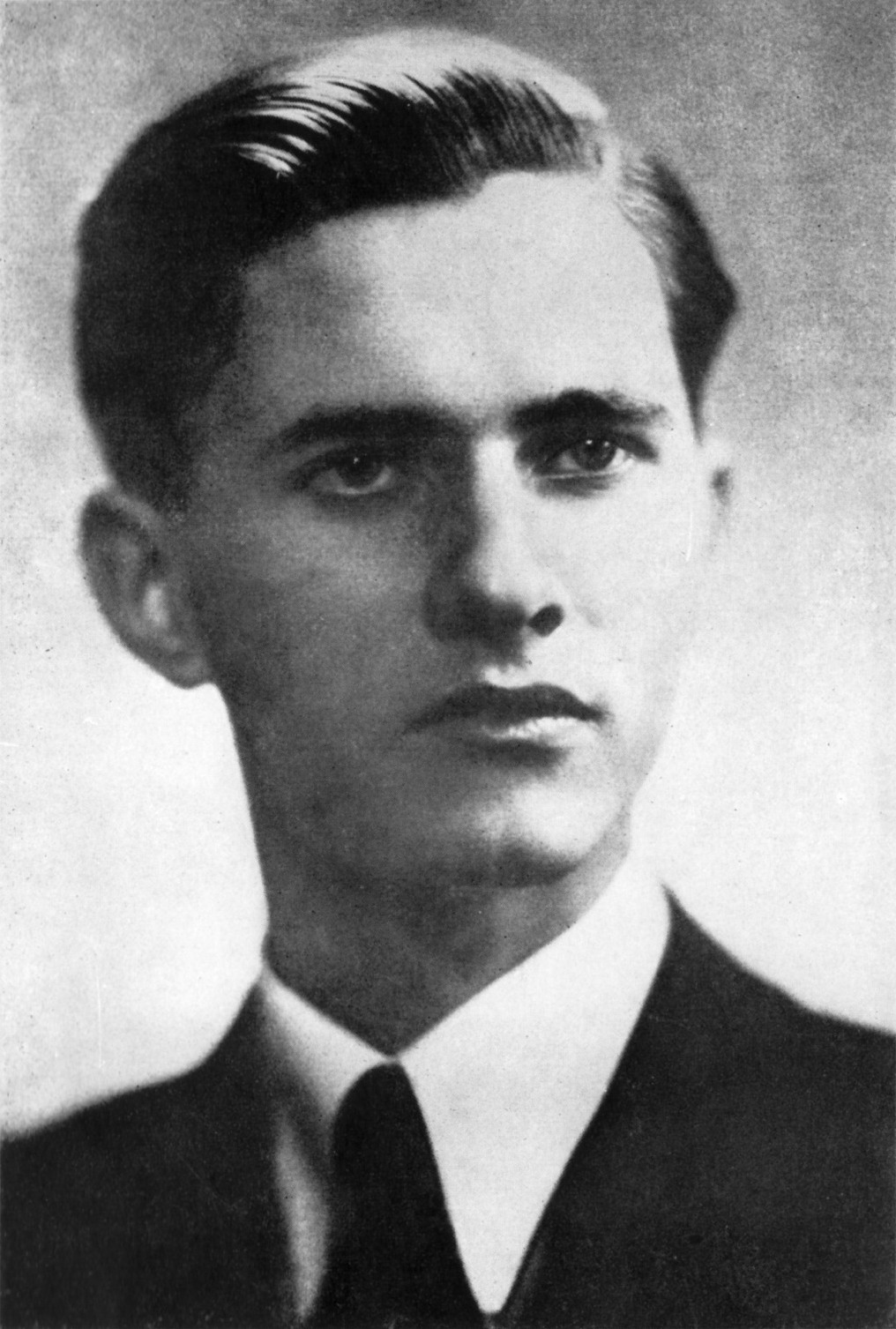
Paul Keres, vers 1938.

### Débuts (1929 à 1936)
Paul Keres fait ses premiers pas en 1929, à l'âge de 13 ans, au championnat de la ville de Pärnu où il occupe la deuxième place. Il remporte le championnat d'Estonie junior en 1930, 1932 et 1933 puis, en 1933 et 1934, participa aux demi-finales du championnat d'Estonie.
À partir de 1935, après avoir remporté le championnat d'Estonie ex aequo avec Friedmemann, il rencontre en match d'autres joueurs estoniens plus expérimentés que lui. Ainsi, il domine Friedemann (+2 -1) en match de départage et Feliks Kibbermann (+3 -1).
Ses succès lui permettent de faire son entrée sur la scène internationale : à 19 ans, il est sélectionné au premier échiquier de l'Estonie lors de l'Olympiade d'échecs de 1935 à Varsovie où il réalise la cinquième meilleure marque avec 12,5 points sur 19.
La même année, il termine premier à Tartu et deuxième des tournois internationaux de Tallinn et Helsinki.
1936 fut une année de rodage pendant laquelle il finit premier à Tallinn, 1er-2e à Bad Nauheim (ex æquo avec Alekhine), 8e-9e à Dresde (derrière Alekhine) et 3e-4e à Zandvoort (derrière Fine).

### Premiers succès dans les tournois (1937)
C'est en 1937 que Paul Keres entre véritablement dans l'élite mondiale. Il remporte les tournois de :
- Tallinn,
- Margate (1er-2e avec Fine) ;
- Ostende (1er-3e avec Fine et Grob) ;
- Prague ;
- Vienne ;
- Semmering.

Seuls résultats en demi-teinte : Kemeri (4e-5e) et Pärnu (2e-4e).

### Vainqueur du tournoi AVRO (1938)

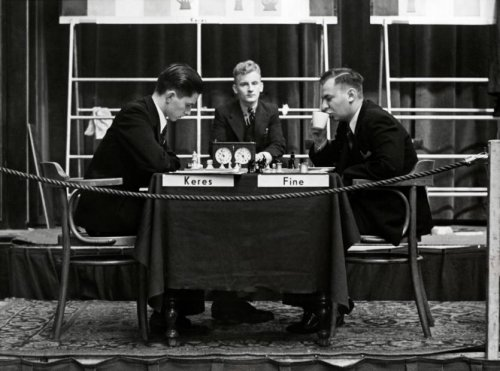
Paul Keres (à dr.) face à Reuben Fine au tournoi AVRO en 1938.

En 1938, après les tournois de Hastings où il termine 2e-3e derrière Reshevsky et Noordwijk et où il occupe la 2e place derrière Eliskases, Paul Keres remporte à 22 ans un triomphe au tournoi AVRO, disputé dans différentes villes des Pays-Bas, en finissant 1er ex æquo avec Reuben Fine et en devançant Botvinnik et trois champions du monde (Jose Raul Capablanca, Euwe et Alekhine).
Après ce succès, Keres est considéré comme le légitime successeur d'Alekhine, champion du monde en titre, alors âgé de 46 ans.
En 1939, après un revers au tournoi d'entraînement de Leningrad-Moscou où il finit 12e-13e, il se rattrape à Margate (1er) et au tournoi de Buenos Aires (1er-2e avec Najdorf).

### Activités pendant la Seconde Guerre mondiale (1940-1945)
Au début de 1940, Paul Keres gagne un match contre l'ancien champion du monde Max Euwe (+6 -5 =3) et c'est à ce moment que l'URSS annexe l'Estonie.
À partir de cette année, il fit partie des meilleurs joueurs soviétiques et participa aux championnats d'URSS. Il finit ainsi 4e du XIIe championnat d'URSS de 1940 (+9 -4 =6) et 2e du match-tournoi pour le titre de champion absolu de l'URSS de 1941 (+6 -4 =10)
Cependant, lorsque l'Allemagne attaqua l'URSS et occupa l'Estonie en 1941, Kérès choisit de jouer dans les tournois organisés dans des pays occupés par l'armée allemande, ainsi qu'en Espagne franquiste. Ainsi, il participa aux tournois suivants : en 1942 : Salzbourg, Munich et Tallinn où se disputait le championnat d'Estonie qu'il remporta ; en 1943 : Prague, Poznań, Salzbourg, Madrid et à nouveau Tallinn où il conserve son titre de champion d'Estonie.
À la fin de la guerre, Keres est capturé par l'Armée rouge, ramené en URSS et temporairement détenu en captivité. Pourtant, il est rapidement autorisé à rejouer mais pas à se rendre à l'étranger. À partir de là, il redevient citoyen soviétique et joue pour son nouveau pays. Pendant trente ans, il connaît une formidable seconde carrière, bien qu'il n’accède jamais au titre suprême de champion du monde.
Son activité durant la Seconde Guerre mondiale explique, peut-être en partie, ses déboires.

### Championnats d'URSS (1940 à 1973)

Un timbre-poste soviétique de 1991 à l'effigie de Paul Keres.

Paul Keres a participé à treize finales du championnat d'URSS. Après l'annexion de l'Estonie par l'URSS, il participe pour la première fois en 1940 et finit quatrième, puis l'année suivante il termine deuxième du championnat d'URSS absolu, disputé juste avant l'invasion de l'URSS, en juin 1941.
De retour en URSS en 1944, il n'est pas autorisé à participer à la finale de 1945. Par la suite, il remporte trois fois le titre : en 1947 à Léningrad (+10 -1 =8), en 1950 à Moscou (+8 -2 =7) et en 1951 à Moscou (+9 -2 =6) devant Geller, Petrossian, Smyslov, Averbakh, Bronstein et Botvinnik.
En 1955, il bat Botvinnik lors de sa dernière partie dans un championnat d'URSS, le privant d'une septième première place. En 1957, il finit 2e-3e, derrière Tal. Il est sixième en décembre 1965 et ne participera plus jusqu'en 1973, à Moscou, où il finit douzième.

### Match-tournoi de 1948 pour le titre de champion du monde
Le champion du monde Alexandre Alekhine étant décédé en 1946, le titre était vacant et la Fédération internationale des échecs organisa à La Haye et Moscou un match-tournoi où les cinq meilleurs joueurs mondiaux du moment étaient invités et se rencontrèrent en matchs individuels de cinq parties. Paul Keres termina à la 3e-4e place, ex aequo avec Samuel Reshevsky, après avoir battu Vassily Smyslov (+2 -1 =2) et Max Euwe (+4 =1), et perdu contre Mikhail Botvinnik (+1 -4) et Samuel Reshevsky (+1 -2 =2).
Beaucoup d'experts pensent qu'après la guerre, les autorités soviétiques, souhaitant un Russe de pure souche comme champion du monde, firent pression sur lui pour qu'il s'efface devant Botvinnik. Quand on demanda à Keres pourquoi il n'avait jamais été champion du monde, il répondit : « Je n'ai pas été chanceux, comme mon pays. »[réf. nécessaire]

### Tournois interzonaux et tournois des candidats (1950-1973)

#### 1950-1956
En 1950, Paul Keres dispute le premier tournoi des candidats de Budapest. Il y termine 4e (+3 -2 =13)
Sa victoire au XIXe Championnat d'URSS de 1951 le qualifie pour le cycle des candidats suivant, et il participe au deuxième tournoi des candidats de Zurich 1953 qui allait déterminer l'adversaire qui défierait Botvinnik. Smyslov s'imposa et Keres finit 2e-4e (+8 -4 =16).
On le retrouva au tournoi interzonal de Göteborg de 1955, où sa deuxième place (+9 -2 =9) lui permit de participer au troisième tournoi des candidats d'Amsterdam de 1956. Il y fut à nouveau devancé par Smyslov et finit deuxième (+3 -1 =14).

#### 1959-1962

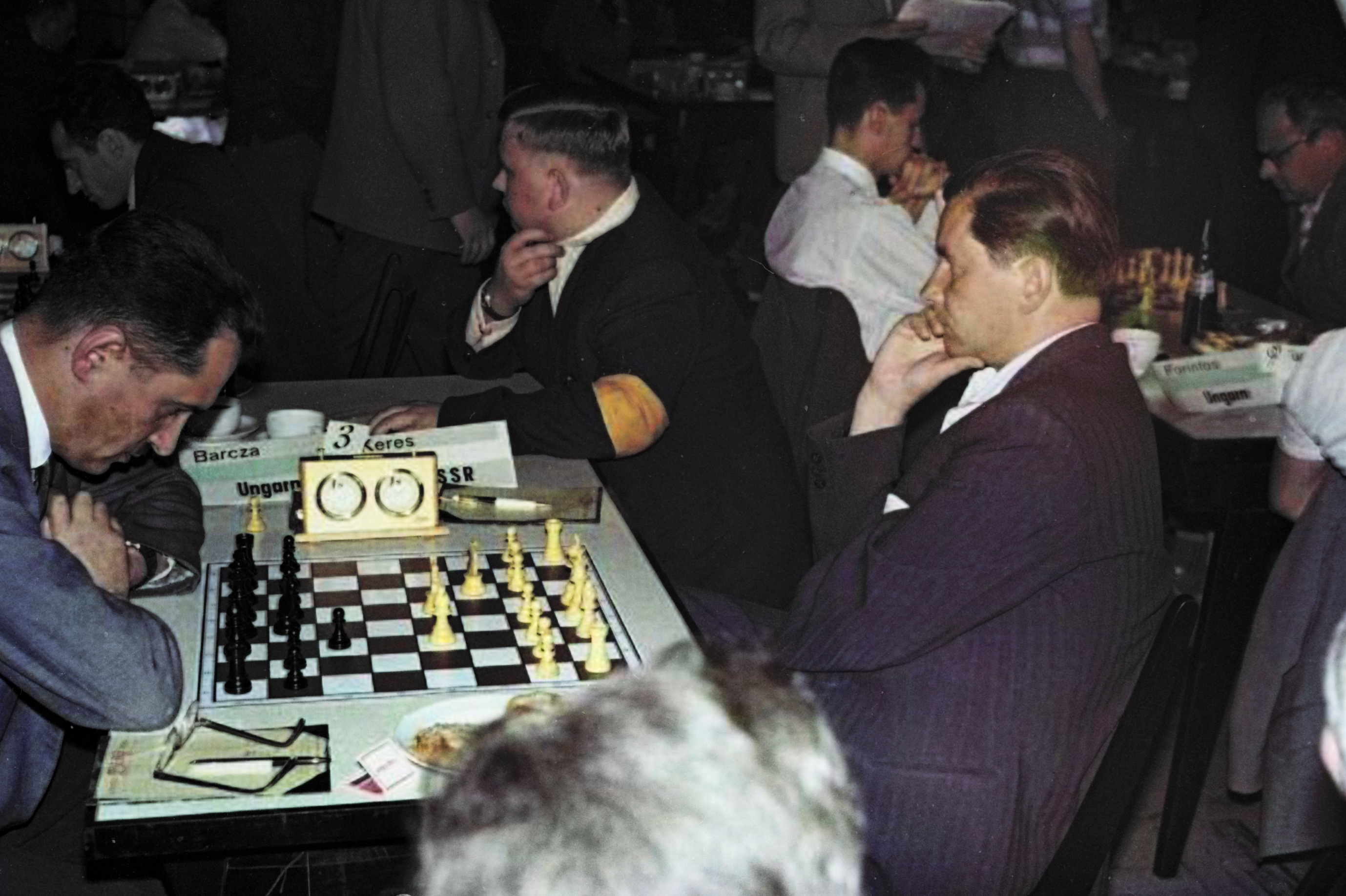
Gedeon Barcza (à g.) face à Paul Kérès lors des championnats d'Europe par équipe 1961 à Oberhausen (RFA).

Ce classement lui assura sa participation au match-tournoi des candidats de 1959, qui eut lieu en Yougoslavie à Bled, Zagreb et Belgrade. Il affronta chaque joueur quatre fois et il battit Mikhail Tal (+3 -1), Svetozar Gligorić (+2 =2), Friðrik Ólafsson (+3 -1) et Pal Benko (+4), annula contre Vassily Smyslov (+1 -1 =2) et Bobby Fischer (+2 -2), et perdit contre Tigran Petrossian (-1 =3). Cette fois encore, il occupa la 2e place et dut laisser Tal affronter Botvinnik.
En 1962 à Curaçao, au tournoi des candidats suivant, il termina à l'éternelle 2e place ex aequo avec Efim Geller après avoir battu Viktor Kortchnoï (+1 =3), Pal Benko (+3 -1) et Miroslav Filip (+2 =2) et annulé contre Petrossian (=4), Efim Geller (=4) et Fischer (+1 -1 =2). Tal, souffrant, s'était retiré après 21 parties. Cette fois, ce fut Petrossian qui s'en alla affronter Botvinnik.
Afin de déterminer qui était le deuxième et lui assurer une place au tournoi des candidats du cycle suivant, Keres et Geller se rencontrèrent dans un match, que Keres gagna (+2 -1 =5).

#### 1965-1973
À partir du cycle des candidats de 1964-1965, les tournois des candidats furent remplacés par des matchs à élimination directe. En 1965, à 49 ans, Paul Keres fut éliminé dès les quarts de finale par Boris Spassky (+2 -4 =4).
Absent des cycles 1966-1969 et 1969-1972, il revint en 1973 au tournoi interzonal de Petropolis où il termina 12e-13e (+3 -4 =10).

## Palmarès
Source principale : Paul Keres : The Quest for Perfection, Batsford, 1997.

### Principales victoires dans les tournois internationaux
Années 1930 et 1940
- 1936 : Bad Nauheim (ex æquo avec Alekhine), devant Bogoljubov et Vidmar
- 1937 : 
  - Margate (ex æquo avec Fine), devant Alekhine, Foltys et Thomas
  - Ostende (ex æquo avec Fine et Grob)
  - Semmering-Baden (tournoi à deux tours), devant Fine, Capablanca, Reshevsky et Flohr
- 1938 : tournoi AVRO (tournoi à deux tours, ex æquo avec Fine), devant Botvinnik, Alekhine, Reshevsky, Euwe, Capablanca et Flohr
- 1939 :
  - Margate, devant Capablanca, Flohr, Thomas et Najdorf
  - Buenos Aires (ex æquo avec Najdorf), devant Stahlberg, Czerniak et Frydman
- 1943 : Salzbourg (tournoi à deux tours, ex æquo avec Alekhine), 3 points d'avance sur Schmidt, Bogoljubov et Foltys

Années 1950
En 1947, 1950 et 1951, Kérès remporta le championnat d'URSS
- 1950 : Szczawno-Zdrój (Bad Salzbrunn), devant Barcza, Szabo, Taïmanov, Geller, Bondarevski, Averbakh et Simaguine
- 1952 : Budapest (mémorial Maroczy), devant Geller, Botvinnik, Smyslov, Stahlberg, Szabo, Petrossian, Pilnik, O'Kelly, Benko, Barcza, Golombek
- 1954-1955 : Hastings, (ex æquo avec Smyslov), devant Pachman, Szabo, Unzicker, Alexander et Donner
- 1957 : 
  - Mar del Plata, devant Najdorf, Kotov, Panno, Lombardy
  - Santiago, devant Kotov
- 1957-1958 : Hastings, devant Gligoric et Filip

Années 1960
- 1961 : Zurich, devant Petrossian et Gligoric,
- 1963 : Los Angeles (Coupe Piatigorsky, tournoi à deux tours, ex æquo avec Petrossian), devant Najdorf, Olafsson, Reshevsky, Gligoric, Panno et Benko
- 1964 :
  - Bewerwijk, devant Portisch, Ivkov, Larsen
  - Buenos Aires, devant Petrossian, R. Byrne et Najdorf
- 1964-1965 : Hastings
- 1965 : Marienbad (ex æquo avec Hort), devant Chamkovitch, Uhlmann, Pachman, Stahlberg et Filip
- 1966-1967 : Stockholm, devant Larsen
- 1968 : Bamberg, deux points d'avance sur Petrossian, Schmid, Unzicker, Ivkov et Westerinen

Années 1970
- 1970 : Budapest, devant Szabo, Ivkov, Souétine et Portisch
- 1971 : Tallinn (ex æquo avec Tal), devant Bronstein, Stein, A. Zaïtsev et Smejkal
- 1975 :
  - Tallinn, devant Spassky, Olafsson, Bronstein et Hort
  - Vancouver (open), devant Forintos et Suttles

### 1929-1939: champion d'Estonie, vainqueur du tournoi AVRO
En 1939, après sa victoire au tournoi AVRO 1938, Kéres termina seulement 12e-13e, ex æquo avec Smyslov, du tournoi d'entrainement disputé à Léningrad et Moscou : 8 / 17 (+3 –4 =10), tournoi remporté par Flohr (12 / 17) devant Reshevsky (10,5).
| Année | Vainqueur ou ex æquo | Deuxième à huitième |
| ----- | --- | --- |
| 1929  | | Championnat de Pärnu (2e après Wirkus) : 13,5 / 18 (+13 -4 =1) |
| 1930  | Championnat d'Estonie junior (Tallinn) : 8 / 9 (+7 =2) | 1931 à 1935 : tournois par correspondance |
|       | | 1931 à 1935 : tournois par correspondance |
| 1932  | Championnat d'Estonie junior (Tartu) : 9 / 9 | 1931 à 1935 : tournois par correspondance |
| 1933  | Championnat d'Estonie junior (Pärnu) : 11,5 / 12 | Tallinn (3e-4e) : 5 / 7 (+5 -2 =0) (tournoi de sélection au championnat d'Estonie 1934) |
| 1934  | | Rakvere (2e) : 7 / 9 (+6 -1 =2) (tournoi de sélection au championnat d'Estonie 1935) |
| 1935  | 1934-1935 : Championnat d'Estonie (Tallinn) : 6,5 / 9 (+6 -2 =1) Match de départage contre Friedermann (+2 –1 =0)Tartu : 23 / 24 (+22 =2)(Tallinn) Match contre Kibbermann (+3 –1 =0)                                             | Tallinn (2e derrière P. Schmidt) : 5,5 / 8 (+5 -2 =1) Olympiade de Varsovie (5e) : 12,5 / 19 (+11 -5 =3) Helsinki (2e derrière Frydman) : 6,5 / 8 (+6 -1 =1) |
| 1936  | Tallinn : 9 / 10 (+8 =2)Bad Nauheim : 6,5 / 9 (+4 =5) (ex æquo avec Alekhine)Munich : 15,5 / 20 (+12 -1 =7) (olympiade non officielle)(Pärnu) Match contre Schmidt (+3 –3 =1)1936-1937 : Tallinn (entraînement) : 7,5 / 9 (+6 =3) | Dresde (8e-9e) : 3,5 / 9 (2 -4 =3) (victoire de Alekhine devant Engels, Maroczy et Stahlberg) Zandvoort (3e-4e) : 6,5 / 11 (+5 -3 =3) (tournoi remporté par Fine devant Euwe et Tartakover)                                                                                                |
| 1937  | Margate : 7,5 / 9 (+6 =3) (ex æquo avec Fine)Ostende : 6 / 9 (+5 -2 =2) (ex æquo avec Fine et Grob)Prague : 10 / 11 (+9 =2)Vienne : 4,5 / 6 (+4 -1 =1)Semmering-Baden : 9 / 14 (+6 -2 =6)                                         | Kemeri (4e-5e) : 11,5 / 17 (+8 -2 =7) (victoire de Petrovs, Reshevsky et Flohr devant Alekhine)Pärnu (2e-4e) : 4,5 / 7 (+3 -1 =3) (tournoi remporté par Schmidt devant Stahlberg et Flohr)Olympiade de Stockholm (2e) : 11 / 15 (+9 -2 =4) (médaille d'or remportée par Flohr : 12,5 / 16) |
| 1938  | (Göteborg) Match contre Ståhlberg (+2 –2 =4)Tournoi AVRO (Pays-Bas) (1er-2e) : 8,5 / 14 (+3 =11) (ex æquo avec Fine) | 1937-1938 : tournoi de Hastings (2e-3e) : 6,5 / 9 (+4 =5) (tournoi remporté par Reshevsky devant Alexander)Noordwijk (2e derrière Eliskases) : 6,5 / 9 (+4 =5) |
| 1939  | Margate : 7,5 / 9 (+6 =3) Buenos Aires : 8,5 / 11 (+7 -1 =3) (ex æquo avec Najdorf) | Olympiade de Buenos Aires (5e) : 14,5 / 19 (+12 -2 =5) (médaille d'or remportée par Capablanca) |

### 1940-1948: champion d'URSS et troisième du championnat du monde
En 1945, Kéres fut écarté de la sélection soviétique qui disputait le match radio contre les États-Unis. En 1946, il ne fut pas envoyé au tournoi de Groningue, remporté par Botvinnik devant Euwe, Smyslov et Najdorf.
| Année | Vainqueur | Deuxième à sixième |
| ----- | --- | --- |
| 1940  | 1939-1940 : match contre Max Euwe : 7,5–6,5 (+6 -5 =3) (Pays-Bas) | Championnat d'URSS (Moscou) (4e) : 12 / 19 (+6 -4 =9) (victoire de Bondarevski et Lilienthal devant Smyslov) |
| 1941  | | Championnat absolu d'URSS (2e) : 11 / 20 (+6 -4 =10) (Moscou, tournoi remporté par Botvinnik) |
| 1942  | Championnat d'Estonie (Tallinn) : 15 / 15 | Salzbourg (2e) : 6 / 10 (+4 -2 =2) et Munich (2e) : 7,5 / 11 (+6 -2 =3) (tournois remportés par Alekhine : 8 / 10 et 8,5 / 11)                                                                                            |
| 1943  | Championnat d'Estonie (Tallinn) : 8 / 11 (+6 -1 =4)Poznań (entrainement) : 5 / 5Salzbourg : 7,5 / 10 (+5 =5) (ex æquo avec Alekhine)Madrid : 13 / 14 (+12 =2)Madrid (tournoi éclair) : 20,5 / 26 (devant Sämisch et Alekhine) | Prague (2e) : 14,5 / 19 (+11 -1 =7) (tournoi remporté par Alekhine : 17 / 19) |
| 1944  | Match contre Ekström (Stockholm) (+4 -0 =2)1944-1945 : Riga (tournoi balte) : 10,5 / 11 | Championnat open de Suède (2e) : 4,5 / 7 (+4 -2 =1) (Lidköping, tournoi remporté par Stig Lundholm) |
| 1945  | Championnat open d'Estonie (Tallinn) : 13 / 15 (+11 =4) | |
| 1946  | Championnat open de Géorgie (hors-concours) (Tbilissi) : 18 / 19 (+17 =2)Match radio URSS—Angleterre contre Klein : 1,5–0,5Match URSS—États-Unis (3e échiquier) contre Fine : 1,5–0,5                                         | |
| 1947  | Championnat d'URSS (Léningrad) : 14 / 19 (+10 -1 =8)Pärnu (entrainement) : 9,5 / 13 (+7 -1 =5) | Moscou (mémorial Tchigorine) (6e-7e) : 9 / 15 (+6 -3 =6) (victoire de Botvinnik devant Ragozine, Boleslavski et Smyslov)                                                                                                  |
| 1948  | | Championnat du monde (3e-4e) : 10,5 / 20 (+8 -7 =5) (victoire de Botvinnik devant Smyslov et Reshevsky)Championnat d'URSS (Moscou) (6e-9e) : 9,5 / 18 (+5 -4 =9) (victoire de Bronstein et Kotov devant Fourman et Flohr) |

### 1949-1957: deuxième du tournoi des candidats, devancé par Bronstein et Smyslov
| Année | Vainqueur | Deuxième à dixième |
| ----- | --- | --- |
| 1949  | | Championnat d'URSS (Moscou) (8e) : 11 / 19 (7 -4 =8) (victoire de Bronstein et Smyslov devant Geller et Taïmanov) |
| 1950  | Szczawno-Zdrój : 14,5 / 19 (+11 -1 =7)Championnat d'URSS (Moscou) : 11,5 / 17 (+8 -2 =7)                     | Tournoi des candidats (Budapest) (4e) : 9,5 / 18 (+3 -2 =13) (victoire de Bronstein et Boleslavski devant Smyslov) |
| 1951  | Championnat d'URSS (Moscou) : 12 / 17 (+9 -2 =6)                                                             | |
| 1952  | Budapest (mémorial Maroczy) : 12,5 / 17 (+10 -2 =5)                                                          | Gagra-Voronovo (entrainement) (3e-6e) : 3,5 / 7 (+2 -2 =3)Olympiade (Helsinki, 10e au 1er échiquier) : 6,5 / 12 (+8 =5)Championnat d'URSS (10e-11e) (Moscou) : 9,5 / 19 (+5 -5 =9) (victoire de Botvinnik au départage devant Taïmanov et Geller) |
| 1953  | Championnat open d'Estonie (Tartu) : 18 / 19 (+17 =2)                                                        | Gagra (entrainement) (8e) : 4 / 9 (+2 -3 =4)Tournoi des candidats (Zurich) (2e-4e) : 16 / 28 (+8 -4 =16) (victoire de Smyslov devant Bronstein et Reshevsky)                                                                                      |
| 1954  | Olympiade (Amsterdam, 4e échiquier) : 13,5 / 14 (+13 =1)                                                     | |
| 1955  | 1954-1955 : tournoi de Hastings : 7 / 9 (+6 -1 =2) (ex æquo avec Smyslov) Pärnu : 10 / 11 (+9 =2)            | Championnat d'URSS (Moscou) (7e-8e) : 11 / 19 (+7 -4 =8) (tournoi remporté après départage par Geller devant smyslov)Tournoi interzonal (2e) : 13,5 / 20 (+9 -2 =9) (Göteborg, tournoi remporté par Bronstein)                                    |
| 1956  | Match contre Unzicker : 6-2 (+4 –0 =4) Olympiade de Moscou (3e échiquier) : 9,5 / 12 (+7 =5)                 | Tournoi des candidats (2e) : 10 / 18 (+3 -1 =14) (Amsterdam, tournoi remporté par Smyslov)Mémorial Alekhine (Moscou) (7e-8e) : 8,5 / 15 (+4 -2 =9) (tournoi remporté par Botvinnik et Smyslov)                                                    |
| 1957  | Mar del Plata : 15 / 17 (+13 =4)Santiago : 6 / 7 (+5 =2)1957-1958 : tournoi de Hastings : 7,5 / 9 (+7 -1 =1) | Championnat d'URSS (2e-3e) : 13,5 / 21 (+8 -2 =11) (Moscou, tournoi remporté par Tal devant Bronstein) |

### 1958-1966: deuxième du tournoi des candidats, éliminé par Tal, Petrossian et Spassky
| Année | Vainqueur | Deuxième à huitième |
| ----- | --- | --- |
| 1958  | Olympiade de Munich (3e échiquier) : 9,5 / 12 (+7 =5) | |
| 1959  | Spartakiade d'URSS (demi-finale et finale B) (Moscou) : 6,5 / 8 (+5 =3) | Championnat d'URSS (7e-8e) : 10,5 / 19 (+5 -3 =11) (Tbilissi, victoire de Petrossian devant Tal et Spassky)Tournoi de Zurich (3e-4e) : 10,5 / 15 (+7 -1 =7) (victoire de Tal devant Gligoric et Fischer)Tournoi des candidats (2e) : 22,5 / 28 (+15 -6 =7) (Yougoslavie, tournoi remporté par Tal) |
| 1960  | Parnu : 12 / 15 (+9 =6)Olympiade de Leipzig (3e échiquier) : 10,5 / 13 (+8 =5) | Stockholm (3e) : 6,5 / 9 (+5 -1 =3) (tournoi remporté par Kotov et Johansson : 7 / 9) |
| 1961  | Zurich : 9 / 11 (+7 =4) | Bled (3e-5e) : 12,5 / 19 (+7 -1 =11) (victoire de Tal devant Fischer, Gligoric et Petrossian)Championnat d'URSS (Bakou, 8e-11e) : 11 / 20 (+4 -2 =14) (novembre 1961, victoire de Spassky devant Polougaïevski)                                                                                    |
| 1962  | Match de départage contre Geller : 4,5−3,5 (+2 -1 =5) | Tournoi des candidats (2e) : 17 / 27 (+9 -2 =16) (Curaçao, tournoi remporté par Petrossian)Olympiade de Varna (3e au 4e échiquier) : 9,5 / 13 (+6 =7) |
| 1963  | Coupe Piatigorsky (Los Angeles) (1er-2e) (ex æquo avec Petrossian) : 8,5 / 14 (+6 -3 =5) | Moscou (6e-7e) : 8,5 / 15 (+5 -3 =7) (tournoi remporté par Smyslov devant Tal) |
| 1964  | Beverwijk : 11,5 / 15 (+8 =7) (ex æquo avec Iivo Neï)Buenos Aires : 12,5 / 17 (+9 -1 =7) (ex æquo avec Petrossian)Olympiade de Tel Aviv (4e échiquier) : 10 / 12 (+9 -1 =2)1964-1965 : tournoi de Hastings : 8 / 9 (+7 =2) | |
| 1965  | Championnat d'Europe par équipes (4e échiquier, Hambourg) : 6 / 9 (+3 =6)Marienbad : 11 / 15 (+7 =8) (ex æquo avec Hort)Championnat d'URSS par équipes, : 5 / 7 (+3 =4)                                                    | Match des candidats contre Spassky : 4−6 (+2 -4 =4) Championnat d'URSS (Tallinn) (6e) : 11 / 19 (+4 -1 =14) (victoire de Stein devant Polougaïevski et Taïmanov) |
| 1966  | Match Estonie-Finlande : 2-0 | |

### 1967-1975: dernières années
Keres ne participa pas aux tournois interzonaux de 1967 et 1970. En 1973, il termina 12e-13e du tournoi interzonal de Petropolis : 8 / 17 (+3 -4 =10) et 9e-12e du championnat d'URSS à Moscou : 8 / 17 (+1 -2 =14), championnat remporté par Spassky.
| Année | Vainqueur | Deuxième à neuvième |
| ----- | --- | --- |
| 1967  | 1966-1967 : Stockholm : 8 / 9 (+7 =2) (jubilé de la fédération suédoise) | Moscou (9e-12e) : 8,5 / 17 (+2 -2 =13) (victoire de par Stein devant Smyslov, Gipslis, Bobotsov et Tal)Winnipeg (3e-4e) : 5,5 / 9 (+2 =7) (tournoi remporté par Larsen et Darga devant Spassky)                              |
| 1968  | Bamberg : 12 / 15 (+9 =6, devant Petrossian) | Riga (coupe d'URSS des clubs) (3e-5e) : 6,5 / 11 (+2 =9) |
| 1969  | Match Estonie-Finlande : 1,5 / 2 (+1 -0 =1) | Tournoi de Wijk aan Zee (3e-4e) : 10 / 15 (+5 =10) (victoire de Botvinnik et Geller devant Portisch)Tallinn (2e-3e) : 9 / 13 (+5 =8) (victoire de Stein devant Nei)Luhačovice (2e derrière Kortchnoï) : 10,5 / 15 (+7 -1 =7) |
| 1970  | Match URSS - Reste du monde contre Ivkov (Belgrade, 10e échiquier) : 3−1 (+2 -0 =2)Budapest : 10 / 15 (+5 =10)Championnat d'Europe par équipes : 5 / 5 (Kapfenberg, 8e échiquier) | Match Estonie-Bulgarie : 1−1 (+0 -0 =2) |
| 1971  | Tallinn : 11,5 / 15 (+8 =7) (ex æquo avec Tal) | Parnu (2e-3e) : 9,5 / 13 (+7 -1 =5) (victoire de Stein devant Tal)Amsterdam (2e-4e) : 9 / 15 (+4 -1 =10) (tournoi remporté par Smyslov devant Browne et Portisch)                                                            |
| 1972  | Olympiade d'URSS (1er échiquier) (Moscou) : 5 / 7 (+3 =4) | Tournoi de Sarajevo (3e-5e) : 9,5 / 15 (+4 =11) (tournoi remporté par Szabo devant Petrossian, Jansa et Hort)San Antonio (5e) : 9,5 / 15 (+6 -2 =7) (victoire de Karpov, Petrossian et Portisch devant Gligoric)             |
| 1973  | | Tallinn (3e-6e) : 9 / 15 (+6 -3 =6) (victoire de Tal devant Polougaïevski, Bronstein et Spassky)Dortmund (6e-7e) : 8,5 / 15 (+3 -1 =11) (tournoi remporté par Hecht, Spassky et Andersson)                                   |
| 1974  | Tournoi par équipes (Togliatti) : 4 / 5 (+3 =2) | |
| 1975  | Tallinn : 10,5 / 15 (+6 =9)Open de Vancouver : 8,5 / 10 (+7 =3) | Match Estonie-Léningrad contre Kortchnoï : 0,5−1,5 (+0 -1 =1) |

### Olympiades
Avant la Deuxième Guerre mondiale, Keres participa à trois Olympiades au premier échiquier de l'Estonie.
- 1935 (Varsovie) : 12,5 / 19 (+11 -5 =3) – Cinquième place individuelle
- 1937 (Stockholm) : 11 / 15 (+9 -2 =4) - Médaille d'argent individuelle
- 1939 (Buenos Aires) : 14,5 / 19 (+12 -2 =5). L'Estonie remporta la médaille de bronze par équipes en 1939 et Keres termina à la cinquième place individuelle.

Keres représenta l'URSS à sept reprises et dès la première participation de l'URSS à cette compétition (en 1952). L'URSS remporta chaque fois la médaille d'or par équipes.

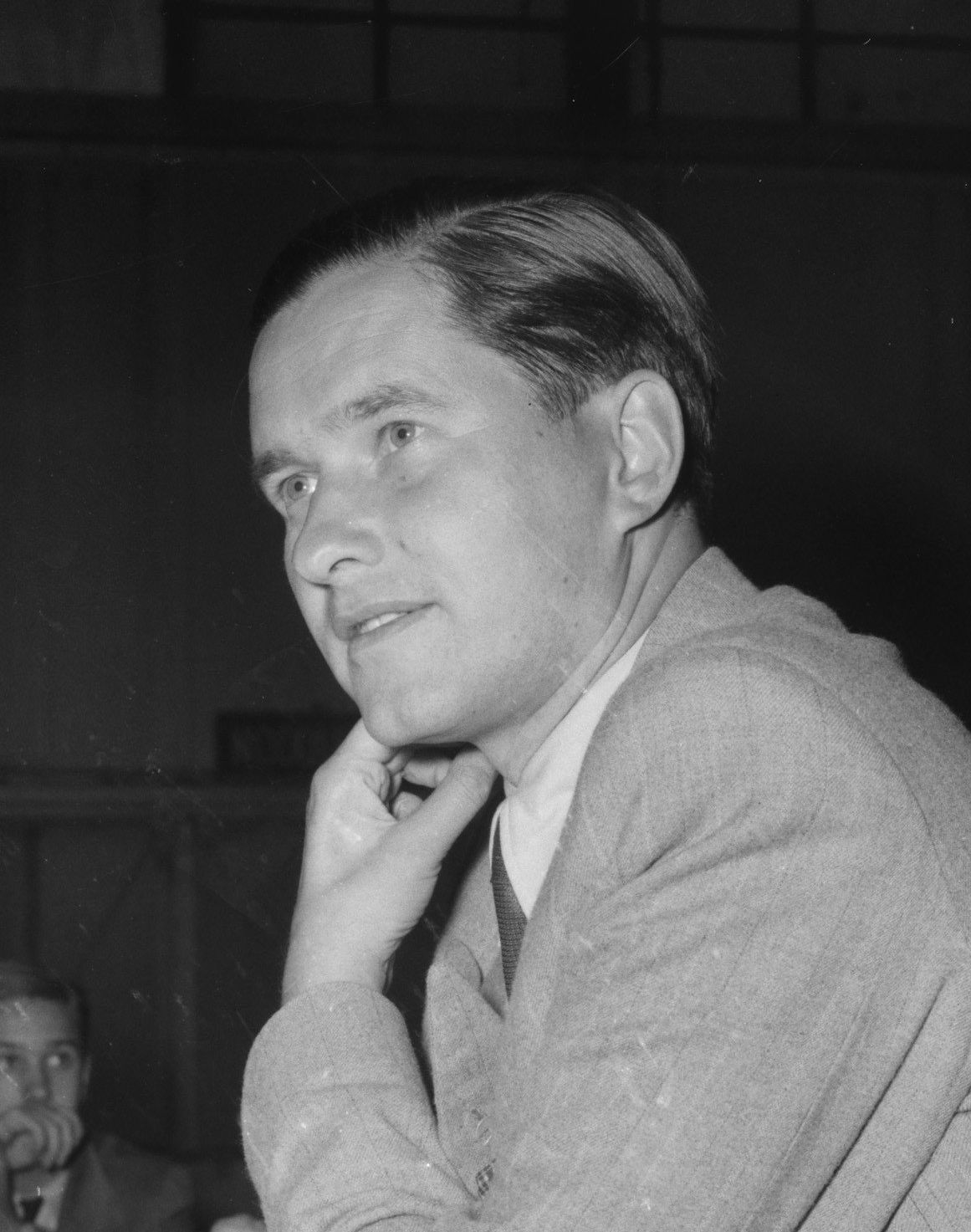
Keres en 1954.

De 1954 à 1962, soit pendant cinq olympiades, Keres resta invaincu avec le score de 41 victoires et 23 parties nulles.
- 1952 (Helsinki) : 1er échiquier, 6,5 / 12 (+3 -2 =7)
- 1954 (Amsterdam) : 4e échiquier, 13,5 / 14 (+13 =1) - Médaille d'or individuelle
- 1956 (Moscou) : 3e échiquier, 9,5 / 12 (+7 =5) - Médaille d'or individuelle
- 1958 (Munich) : 3e échiquier, 9,5 / 10 (+7 =5) - Médaille d'or individuelle
- 1960 (Leipzig) : 3e échiquier, 10,5 / 13 (+8 =5) - Médaille d'or individuelle
- 1962 (Varna) : 4e échiquier, 9,5 / 13 (+6 =7) - Médaille de bronze
- 1964 (Tel Aviv) : 4e échiquier : 10 / 12 (+9 -1 =2) - Médaille d'or individuelle

### Autres compétitions internationales par équipes
Championnat d'Europe par équipes
Keres ne joua que trois fois pour l'URSS qui remporta la première place.
- 1957 Vienne - 2e échiquier (+1 =4) - Médaille d'or
- 1961 Oberhausen - 3e échiquier (+4 =4) - Médaille d'or
- 1970 Kapfenberg - 8e échiquier (+5) - Médaille d'or

Match URSS contre le Reste du monde
En 1970 à Belgrade, Keres joua au 10e échiquier et domina Borislav Ivkov (+2 =2).

## Deux parties remarquables
Paul Keres - Mikhail Botvinnik
XXIIe championnat d'URSS, Moscou, 1955
Keres inflige ici au champion du monde une des plus cinglantes défaites de sa carrière, le privant par ailleurs d'un septième titre de champion d'URSS.
1. e4 e6 2. d4 d5 3. Cd2 Cc6 4. c3 e5 5. exd5 Dxd5 6. Cgf3 Fg4 7. Fc4 Fxf3 8. Db3 Ca5 9. Da4+ Dd7 10. Fxf7+ Rd8 11. Dxd7+ Rxd7 12. Cxf3 exd4 13. Cxd4 c5 14. Cf3 Re7 15. Fd5 Cf6 16. Fg5 h6 17. Fxf6+ Rxf6 18. 0-0-0 Fd6 19. g3 The8 20. Cd2 Ff8 21. Ce4+ Rf5 22. f3 Tad8 23. h4 Cc6 24. h5 Fe7 25. The1 Ce5 26. Cf2 g5 27. hxg6 1-0
Paul Keres - Mikhaïl Tal
Tournoi des candidats 1959, Bled (Slovénie) :
1. c4 Cf6 2. Cc3 g6 3. g3 Fg7 4. Fg2 O-O 5. f4 c5 6. Cf3 d5 7. cxd5 Cxd5 8. O-O Cc7 9. b3 Cc6 10. Fb2 Tb8 11. Ca4 Fxb2 12. Cxb2 b6 13. Cc4 Fb7 14. e3 Cd5 15. a3 e6 16. Dc2 De7 17. g4 b5 18. Cce5 Cxe5 19. fxe5 Tbc8 20. a4 b4 21. Tf2 a5 22. h4 Dc7 23. Db2 c4 24. bxc4 Dxc4 25. Cd4 Fa8 26. Ff1 Dc5 27. Cb3 Dc7 28. Fa6 Cxe3 ?! (Tb8 est plus prudent) 29. Tc1 (si Fxc8 ? Dc6 menace de mat, et si 30. Th2 Cxg4 31. Cxa5 Db6+ 32 d4 Txc8) De7 30. dxe3 Dxh4 31. Rf1 Dh3+ 32. Re2 Dxg4+ 33. Rd2 Tfd8+ 34. Cd4 Dg3 35. Tf4 Txc1 36. Dxc1 Dg2+ 37. Fe2 Dd5 38. Dc7 Td7 39. Dc4 Rg7 40. Dxd5 Fxd5 41. Fb5 Tc7 42. e4 Fa8 43. Re3 Tc3+ 44. Fd3 b3 45. Tf1 Tc5 46. Cxb3 Txe5 47. Tc1 Th5 48. Tc7 Rf6 49. Cc5 Re5 50. Cd7+ Rd6 51. Ta7 e5 52. Txa8 Rxd7 53. Txa5 Th3+ 54. Rd2 Th2+ 55. Rc3 h5 56. Ta7+ Rc6 57. Txf7 g5 58. a5 g4 59. a6 Ta2 60. Fc4 Ta1 61. Tf1 Txf1 62. Fxf1 h4 63. Fe2 g3 64. Ff1 1-0

## Une fin de partie
|   | a | b | c | d | e | f | g | h |   |
| 8 | Pion noir sur case blanche f7 · Roi noir sur case noire g7 · Pion noir sur case noire h6 · Dame blanche sur case blanche d5 · Pion noir sur case noire g5 · Cavalier blanc sur case noire d4 · Roi blanc sur case blanche g4 · Pion blanc sur case noire a3 · Cavalier noir sur case blanche d3 · Pion blanc sur case noire g3 · Pion blanc sur case noire h2 · Dame noire sur case blanche f1 | Pion noir sur case blanche f7 · Roi noir sur case noire g7 · Pion noir sur case noire h6 · Dame blanche sur case blanche d5 · Pion noir sur case noire g5 · Cavalier blanc sur case noire d4 · Roi blanc sur case blanche g4 · Pion blanc sur case noire a3 · Cavalier noir sur case blanche d3 · Pion blanc sur case noire g3 · Pion blanc sur case noire h2 · Dame noire sur case blanche f1 | Pion noir sur case blanche f7 · Roi noir sur case noire g7 · Pion noir sur case noire h6 · Dame blanche sur case blanche d5 · Pion noir sur case noire g5 · Cavalier blanc sur case noire d4 · Roi blanc sur case blanche g4 · Pion blanc sur case noire a3 · Cavalier noir sur case blanche d3 · Pion blanc sur case noire g3 · Pion blanc sur case noire h2 · Dame noire sur case blanche f1 | Pion noir sur case blanche f7 · Roi noir sur case noire g7 · Pion noir sur case noire h6 · Dame blanche sur case blanche d5 · Pion noir sur case noire g5 · Cavalier blanc sur case noire d4 · Roi blanc sur case blanche g4 · Pion blanc sur case noire a3 · Cavalier noir sur case blanche d3 · Pion blanc sur case noire g3 · Pion blanc sur case noire h2 · Dame noire sur case blanche f1 | Pion noir sur case blanche f7 · Roi noir sur case noire g7 · Pion noir sur case noire h6 · Dame blanche sur case blanche d5 · Pion noir sur case noire g5 · Cavalier blanc sur case noire d4 · Roi blanc sur case blanche g4 · Pion blanc sur case noire a3 · Cavalier noir sur case blanche d3 · Pion blanc sur case noire g3 · Pion blanc sur case noire h2 · Dame noire sur case blanche f1 | Pion noir sur case blanche f7 · Roi noir sur case noire g7 · Pion noir sur case noire h6 · Dame blanche sur case blanche d5 · Pion noir sur case noire g5 · Cavalier blanc sur case noire d4 · Roi blanc sur case blanche g4 · Pion blanc sur case noire a3 · Cavalier noir sur case blanche d3 · Pion blanc sur case noire g3 · Pion blanc sur case noire h2 · Dame noire sur case blanche f1 | Pion noir sur case blanche f7 · Roi noir sur case noire g7 · Pion noir sur case noire h6 · Dame blanche sur case blanche d5 · Pion noir sur case noire g5 · Cavalier blanc sur case noire d4 · Roi blanc sur case blanche g4 · Pion blanc sur case noire a3 · Cavalier noir sur case blanche d3 · Pion blanc sur case noire g3 · Pion blanc sur case noire h2 · Dame noire sur case blanche f1 | Pion noir sur case blanche f7 · Roi noir sur case noire g7 · Pion noir sur case noire h6 · Dame blanche sur case blanche d5 · Pion noir sur case noire g5 · Cavalier blanc sur case noire d4 · Roi blanc sur case blanche g4 · Pion blanc sur case noire a3 · Cavalier noir sur case blanche d3 · Pion blanc sur case noire g3 · Pion blanc sur case noire h2 · Dame noire sur case blanche f1 | 8 |
| 7 | Pion noir sur case blanche f7 · Roi noir sur case noire g7 · Pion noir sur case noire h6 · Dame blanche sur case blanche d5 · Pion noir sur case noire g5 · Cavalier blanc sur case noire d4 · Roi blanc sur case blanche g4 · Pion blanc sur case noire a3 · Cavalier noir sur case blanche d3 · Pion blanc sur case noire g3 · Pion blanc sur case noire h2 · Dame noire sur case blanche f1 | Pion noir sur case blanche f7 · Roi noir sur case noire g7 · Pion noir sur case noire h6 · Dame blanche sur case blanche d5 · Pion noir sur case noire g5 · Cavalier blanc sur case noire d4 · Roi blanc sur case blanche g4 · Pion blanc sur case noire a3 · Cavalier noir sur case blanche d3 · Pion blanc sur case noire g3 · Pion blanc sur case noire h2 · Dame noire sur case blanche f1 | Pion noir sur case blanche f7 · Roi noir sur case noire g7 · Pion noir sur case noire h6 · Dame blanche sur case blanche d5 · Pion noir sur case noire g5 · Cavalier blanc sur case noire d4 · Roi blanc sur case blanche g4 · Pion blanc sur case noire a3 · Cavalier noir sur case blanche d3 · Pion blanc sur case noire g3 · Pion blanc sur case noire h2 · Dame noire sur case blanche f1 | Pion noir sur case blanche f7 · Roi noir sur case noire g7 · Pion noir sur case noire h6 · Dame blanche sur case blanche d5 · Pion noir sur case noire g5 · Cavalier blanc sur case noire d4 · Roi blanc sur case blanche g4 · Pion blanc sur case noire a3 · Cavalier noir sur case blanche d3 · Pion blanc sur case noire g3 · Pion blanc sur case noire h2 · Dame noire sur case blanche f1 | Pion noir sur case blanche f7 · Roi noir sur case noire g7 · Pion noir sur case noire h6 · Dame blanche sur case blanche d5 · Pion noir sur case noire g5 · Cavalier blanc sur case noire d4 · Roi blanc sur case blanche g4 · Pion blanc sur case noire a3 · Cavalier noir sur case blanche d3 · Pion blanc sur case noire g3 · Pion blanc sur case noire h2 · Dame noire sur case blanche f1 | Pion noir sur case blanche f7 · Roi noir sur case noire g7 · Pion noir sur case noire h6 · Dame blanche sur case blanche d5 · Pion noir sur case noire g5 · Cavalier blanc sur case noire d4 · Roi blanc sur case blanche g4 · Pion blanc sur case noire a3 · Cavalier noir sur case blanche d3 · Pion blanc sur case noire g3 · Pion blanc sur case noire h2 · Dame noire sur case blanche f1 | Pion noir sur case blanche f7 · Roi noir sur case noire g7 · Pion noir sur case noire h6 · Dame blanche sur case blanche d5 · Pion noir sur case noire g5 · Cavalier blanc sur case noire d4 · Roi blanc sur case blanche g4 · Pion blanc sur case noire a3 · Cavalier noir sur case blanche d3 · Pion blanc sur case noire g3 · Pion blanc sur case noire h2 · Dame noire sur case blanche f1 | Pion noir sur case blanche f7 · Roi noir sur case noire g7 · Pion noir sur case noire h6 · Dame blanche sur case blanche d5 · Pion noir sur case noire g5 · Cavalier blanc sur case noire d4 · Roi blanc sur case blanche g4 · Pion blanc sur case noire a3 · Cavalier noir sur case blanche d3 · Pion blanc sur case noire g3 · Pion blanc sur case noire h2 · Dame noire sur case blanche f1 | 7 |
| 6 | Pion noir sur case blanche f7 · Roi noir sur case noire g7 · Pion noir sur case noire h6 · Dame blanche sur case blanche d5 · Pion noir sur case noire g5 · Cavalier blanc sur case noire d4 · Roi blanc sur case blanche g4 · Pion blanc sur case noire a3 · Cavalier noir sur case blanche d3 · Pion blanc sur case noire g3 · Pion blanc sur case noire h2 · Dame noire sur case blanche f1 | Pion noir sur case blanche f7 · Roi noir sur case noire g7 · Pion noir sur case noire h6 · Dame blanche sur case blanche d5 · Pion noir sur case noire g5 · Cavalier blanc sur case noire d4 · Roi blanc sur case blanche g4 · Pion blanc sur case noire a3 · Cavalier noir sur case blanche d3 · Pion blanc sur case noire g3 · Pion blanc sur case noire h2 · Dame noire sur case blanche f1 | Pion noir sur case blanche f7 · Roi noir sur case noire g7 · Pion noir sur case noire h6 · Dame blanche sur case blanche d5 · Pion noir sur case noire g5 · Cavalier blanc sur case noire d4 · Roi blanc sur case blanche g4 · Pion blanc sur case noire a3 · Cavalier noir sur case blanche d3 · Pion blanc sur case noire g3 · Pion blanc sur case noire h2 · Dame noire sur case blanche f1 | Pion noir sur case blanche f7 · Roi noir sur case noire g7 · Pion noir sur case noire h6 · Dame blanche sur case blanche d5 · Pion noir sur case noire g5 · Cavalier blanc sur case noire d4 · Roi blanc sur case blanche g4 · Pion blanc sur case noire a3 · Cavalier noir sur case blanche d3 · Pion blanc sur case noire g3 · Pion blanc sur case noire h2 · Dame noire sur case blanche f1 | Pion noir sur case blanche f7 · Roi noir sur case noire g7 · Pion noir sur case noire h6 · Dame blanche sur case blanche d5 · Pion noir sur case noire g5 · Cavalier blanc sur case noire d4 · Roi blanc sur case blanche g4 · Pion blanc sur case noire a3 · Cavalier noir sur case blanche d3 · Pion blanc sur case noire g3 · Pion blanc sur case noire h2 · Dame noire sur case blanche f1 | Pion noir sur case blanche f7 · Roi noir sur case noire g7 · Pion noir sur case noire h6 · Dame blanche sur case blanche d5 · Pion noir sur case noire g5 · Cavalier blanc sur case noire d4 · Roi blanc sur case blanche g4 · Pion blanc sur case noire a3 · Cavalier noir sur case blanche d3 · Pion blanc sur case noire g3 · Pion blanc sur case noire h2 · Dame noire sur case blanche f1 | Pion noir sur case blanche f7 · Roi noir sur case noire g7 · Pion noir sur case noire h6 · Dame blanche sur case blanche d5 · Pion noir sur case noire g5 · Cavalier blanc sur case noire d4 · Roi blanc sur case blanche g4 · Pion blanc sur case noire a3 · Cavalier noir sur case blanche d3 · Pion blanc sur case noire g3 · Pion blanc sur case noire h2 · Dame noire sur case blanche f1 | Pion noir sur case blanche f7 · Roi noir sur case noire g7 · Pion noir sur case noire h6 · Dame blanche sur case blanche d5 · Pion noir sur case noire g5 · Cavalier blanc sur case noire d4 · Roi blanc sur case blanche g4 · Pion blanc sur case noire a3 · Cavalier noir sur case blanche d3 · Pion blanc sur case noire g3 · Pion blanc sur case noire h2 · Dame noire sur case blanche f1 | 6 |
| 5 | Pion noir sur case blanche f7 · Roi noir sur case noire g7 · Pion noir sur case noire h6 · Dame blanche sur case blanche d5 · Pion noir sur case noire g5 · Cavalier blanc sur case noire d4 · Roi blanc sur case blanche g4 · Pion blanc sur case noire a3 · Cavalier noir sur case blanche d3 · Pion blanc sur case noire g3 · Pion blanc sur case noire h2 · Dame noire sur case blanche f1 | Pion noir sur case blanche f7 · Roi noir sur case noire g7 · Pion noir sur case noire h6 · Dame blanche sur case blanche d5 · Pion noir sur case noire g5 · Cavalier blanc sur case noire d4 · Roi blanc sur case blanche g4 · Pion blanc sur case noire a3 · Cavalier noir sur case blanche d3 · Pion blanc sur case noire g3 · Pion blanc sur case noire h2 · Dame noire sur case blanche f1 | Pion noir sur case blanche f7 · Roi noir sur case noire g7 · Pion noir sur case noire h6 · Dame blanche sur case blanche d5 · Pion noir sur case noire g5 · Cavalier blanc sur case noire d4 · Roi blanc sur case blanche g4 · Pion blanc sur case noire a3 · Cavalier noir sur case blanche d3 · Pion blanc sur case noire g3 · Pion blanc sur case noire h2 · Dame noire sur case blanche f1 | Pion noir sur case blanche f7 · Roi noir sur case noire g7 · Pion noir sur case noire h6 · Dame blanche sur case blanche d5 · Pion noir sur case noire g5 · Cavalier blanc sur case noire d4 · Roi blanc sur case blanche g4 · Pion blanc sur case noire a3 · Cavalier noir sur case blanche d3 · Pion blanc sur case noire g3 · Pion blanc sur case noire h2 · Dame noire sur case blanche f1 | Pion noir sur case blanche f7 · Roi noir sur case noire g7 · Pion noir sur case noire h6 · Dame blanche sur case blanche d5 · Pion noir sur case noire g5 · Cavalier blanc sur case noire d4 · Roi blanc sur case blanche g4 · Pion blanc sur case noire a3 · Cavalier noir sur case blanche d3 · Pion blanc sur case noire g3 · Pion blanc sur case noire h2 · Dame noire sur case blanche f1 | Pion noir sur case blanche f7 · Roi noir sur case noire g7 · Pion noir sur case noire h6 · Dame blanche sur case blanche d5 · Pion noir sur case noire g5 · Cavalier blanc sur case noire d4 · Roi blanc sur case blanche g4 · Pion blanc sur case noire a3 · Cavalier noir sur case blanche d3 · Pion blanc sur case noire g3 · Pion blanc sur case noire h2 · Dame noire sur case blanche f1 | Pion noir sur case blanche f7 · Roi noir sur case noire g7 · Pion noir sur case noire h6 · Dame blanche sur case blanche d5 · Pion noir sur case noire g5 · Cavalier blanc sur case noire d4 · Roi blanc sur case blanche g4 · Pion blanc sur case noire a3 · Cavalier noir sur case blanche d3 · Pion blanc sur case noire g3 · Pion blanc sur case noire h2 · Dame noire sur case blanche f1 | Pion noir sur case blanche f7 · Roi noir sur case noire g7 · Pion noir sur case noire h6 · Dame blanche sur case blanche d5 · Pion noir sur case noire g5 · Cavalier blanc sur case noire d4 · Roi blanc sur case blanche g4 · Pion blanc sur case noire a3 · Cavalier noir sur case blanche d3 · Pion blanc sur case noire g3 · Pion blanc sur case noire h2 · Dame noire sur case blanche f1 | 5 |
| 4 | Pion noir sur case blanche f7 · Roi noir sur case noire g7 · Pion noir sur case noire h6 · Dame blanche sur case blanche d5 · Pion noir sur case noire g5 · Cavalier blanc sur case noire d4 · Roi blanc sur case blanche g4 · Pion blanc sur case noire a3 · Cavalier noir sur case blanche d3 · Pion blanc sur case noire g3 · Pion blanc sur case noire h2 · Dame noire sur case blanche f1 | Pion noir sur case blanche f7 · Roi noir sur case noire g7 · Pion noir sur case noire h6 · Dame blanche sur case blanche d5 · Pion noir sur case noire g5 · Cavalier blanc sur case noire d4 · Roi blanc sur case blanche g4 · Pion blanc sur case noire a3 · Cavalier noir sur case blanche d3 · Pion blanc sur case noire g3 · Pion blanc sur case noire h2 · Dame noire sur case blanche f1 | Pion noir sur case blanche f7 · Roi noir sur case noire g7 · Pion noir sur case noire h6 · Dame blanche sur case blanche d5 · Pion noir sur case noire g5 · Cavalier blanc sur case noire d4 · Roi blanc sur case blanche g4 · Pion blanc sur case noire a3 · Cavalier noir sur case blanche d3 · Pion blanc sur case noire g3 · Pion blanc sur case noire h2 · Dame noire sur case blanche f1 | Pion noir sur case blanche f7 · Roi noir sur case noire g7 · Pion noir sur case noire h6 · Dame blanche sur case blanche d5 · Pion noir sur case noire g5 · Cavalier blanc sur case noire d4 · Roi blanc sur case blanche g4 · Pion blanc sur case noire a3 · Cavalier noir sur case blanche d3 · Pion blanc sur case noire g3 · Pion blanc sur case noire h2 · Dame noire sur case blanche f1 | Pion noir sur case blanche f7 · Roi noir sur case noire g7 · Pion noir sur case noire h6 · Dame blanche sur case blanche d5 · Pion noir sur case noire g5 · Cavalier blanc sur case noire d4 · Roi blanc sur case blanche g4 · Pion blanc sur case noire a3 · Cavalier noir sur case blanche d3 · Pion blanc sur case noire g3 · Pion blanc sur case noire h2 · Dame noire sur case blanche f1 | Pion noir sur case blanche f7 · Roi noir sur case noire g7 · Pion noir sur case noire h6 · Dame blanche sur case blanche d5 · Pion noir sur case noire g5 · Cavalier blanc sur case noire d4 · Roi blanc sur case blanche g4 · Pion blanc sur case noire a3 · Cavalier noir sur case blanche d3 · Pion blanc sur case noire g3 · Pion blanc sur case noire h2 · Dame noire sur case blanche f1 | Pion noir sur case blanche f7 · Roi noir sur case noire g7 · Pion noir sur case noire h6 · Dame blanche sur case blanche d5 · Pion noir sur case noire g5 · Cavalier blanc sur case noire d4 · Roi blanc sur case blanche g4 · Pion blanc sur case noire a3 · Cavalier noir sur case blanche d3 · Pion blanc sur case noire g3 · Pion blanc sur case noire h2 · Dame noire sur case blanche f1 | Pion noir sur case blanche f7 · Roi noir sur case noire g7 · Pion noir sur case noire h6 · Dame blanche sur case blanche d5 · Pion noir sur case noire g5 · Cavalier blanc sur case noire d4 · Roi blanc sur case blanche g4 · Pion blanc sur case noire a3 · Cavalier noir sur case blanche d3 · Pion blanc sur case noire g3 · Pion blanc sur case noire h2 · Dame noire sur case blanche f1 | 4 |
| 3 | Pion noir sur case blanche f7 · Roi noir sur case noire g7 · Pion noir sur case noire h6 · Dame blanche sur case blanche d5 · Pion noir sur case noire g5 · Cavalier blanc sur case noire d4 · Roi blanc sur case blanche g4 · Pion blanc sur case noire a3 · Cavalier noir sur case blanche d3 · Pion blanc sur case noire g3 · Pion blanc sur case noire h2 · Dame noire sur case blanche f1 | Pion noir sur case blanche f7 · Roi noir sur case noire g7 · Pion noir sur case noire h6 · Dame blanche sur case blanche d5 · Pion noir sur case noire g5 · Cavalier blanc sur case noire d4 · Roi blanc sur case blanche g4 · Pion blanc sur case noire a3 · Cavalier noir sur case blanche d3 · Pion blanc sur case noire g3 · Pion blanc sur case noire h2 · Dame noire sur case blanche f1 | Pion noir sur case blanche f7 · Roi noir sur case noire g7 · Pion noir sur case noire h6 · Dame blanche sur case blanche d5 · Pion noir sur case noire g5 · Cavalier blanc sur case noire d4 · Roi blanc sur case blanche g4 · Pion blanc sur case noire a3 · Cavalier noir sur case blanche d3 · Pion blanc sur case noire g3 · Pion blanc sur case noire h2 · Dame noire sur case blanche f1 | Pion noir sur case blanche f7 · Roi noir sur case noire g7 · Pion noir sur case noire h6 · Dame blanche sur case blanche d5 · Pion noir sur case noire g5 · Cavalier blanc sur case noire d4 · Roi blanc sur case blanche g4 · Pion blanc sur case noire a3 · Cavalier noir sur case blanche d3 · Pion blanc sur case noire g3 · Pion blanc sur case noire h2 · Dame noire sur case blanche f1 | Pion noir sur case blanche f7 · Roi noir sur case noire g7 · Pion noir sur case noire h6 · Dame blanche sur case blanche d5 · Pion noir sur case noire g5 · Cavalier blanc sur case noire d4 · Roi blanc sur case blanche g4 · Pion blanc sur case noire a3 · Cavalier noir sur case blanche d3 · Pion blanc sur case noire g3 · Pion blanc sur case noire h2 · Dame noire sur case blanche f1 | Pion noir sur case blanche f7 · Roi noir sur case noire g7 · Pion noir sur case noire h6 · Dame blanche sur case blanche d5 · Pion noir sur case noire g5 · Cavalier blanc sur case noire d4 · Roi blanc sur case blanche g4 · Pion blanc sur case noire a3 · Cavalier noir sur case blanche d3 · Pion blanc sur case noire g3 · Pion blanc sur case noire h2 · Dame noire sur case blanche f1 | Pion noir sur case blanche f7 · Roi noir sur case noire g7 · Pion noir sur case noire h6 · Dame blanche sur case blanche d5 · Pion noir sur case noire g5 · Cavalier blanc sur case noire d4 · Roi blanc sur case blanche g4 · Pion blanc sur case noire a3 · Cavalier noir sur case blanche d3 · Pion blanc sur case noire g3 · Pion blanc sur case noire h2 · Dame noire sur case blanche f1 | Pion noir sur case blanche f7 · Roi noir sur case noire g7 · Pion noir sur case noire h6 · Dame blanche sur case blanche d5 · Pion noir sur case noire g5 · Cavalier blanc sur case noire d4 · Roi blanc sur case blanche g4 · Pion blanc sur case noire a3 · Cavalier noir sur case blanche d3 · Pion blanc sur case noire g3 · Pion blanc sur case noire h2 · Dame noire sur case blanche f1 | 3 |
| 2 | Pion noir sur case blanche f7 · Roi noir sur case noire g7 · Pion noir sur case noire h6 · Dame blanche sur case blanche d5 · Pion noir sur case noire g5 · Cavalier blanc sur case noire d4 · Roi blanc sur case blanche g4 · Pion blanc sur case noire a3 · Cavalier noir sur case blanche d3 · Pion blanc sur case noire g3 · Pion blanc sur case noire h2 · Dame noire sur case blanche f1 | Pion noir sur case blanche f7 · Roi noir sur case noire g7 · Pion noir sur case noire h6 · Dame blanche sur case blanche d5 · Pion noir sur case noire g5 · Cavalier blanc sur case noire d4 · Roi blanc sur case blanche g4 · Pion blanc sur case noire a3 · Cavalier noir sur case blanche d3 · Pion blanc sur case noire g3 · Pion blanc sur case noire h2 · Dame noire sur case blanche f1 | Pion noir sur case blanche f7 · Roi noir sur case noire g7 · Pion noir sur case noire h6 · Dame blanche sur case blanche d5 · Pion noir sur case noire g5 · Cavalier blanc sur case noire d4 · Roi blanc sur case blanche g4 · Pion blanc sur case noire a3 · Cavalier noir sur case blanche d3 · Pion blanc sur case noire g3 · Pion blanc sur case noire h2 · Dame noire sur case blanche f1 | Pion noir sur case blanche f7 · Roi noir sur case noire g7 · Pion noir sur case noire h6 · Dame blanche sur case blanche d5 · Pion noir sur case noire g5 · Cavalier blanc sur case noire d4 · Roi blanc sur case blanche g4 · Pion blanc sur case noire a3 · Cavalier noir sur case blanche d3 · Pion blanc sur case noire g3 · Pion blanc sur case noire h2 · Dame noire sur case blanche f1 | Pion noir sur case blanche f7 · Roi noir sur case noire g7 · Pion noir sur case noire h6 · Dame blanche sur case blanche d5 · Pion noir sur case noire g5 · Cavalier blanc sur case noire d4 · Roi blanc sur case blanche g4 · Pion blanc sur case noire a3 · Cavalier noir sur case blanche d3 · Pion blanc sur case noire g3 · Pion blanc sur case noire h2 · Dame noire sur case blanche f1 | Pion noir sur case blanche f7 · Roi noir sur case noire g7 · Pion noir sur case noire h6 · Dame blanche sur case blanche d5 · Pion noir sur case noire g5 · Cavalier blanc sur case noire d4 · Roi blanc sur case blanche g4 · Pion blanc sur case noire a3 · Cavalier noir sur case blanche d3 · Pion blanc sur case noire g3 · Pion blanc sur case noire h2 · Dame noire sur case blanche f1 | Pion noir sur case blanche f7 · Roi noir sur case noire g7 · Pion noir sur case noire h6 · Dame blanche sur case blanche d5 · Pion noir sur case noire g5 · Cavalier blanc sur case noire d4 · Roi blanc sur case blanche g4 · Pion blanc sur case noire a3 · Cavalier noir sur case blanche d3 · Pion blanc sur case noire g3 · Pion blanc sur case noire h2 · Dame noire sur case blanche f1 | Pion noir sur case blanche f7 · Roi noir sur case noire g7 · Pion noir sur case noire h6 · Dame blanche sur case blanche d5 · Pion noir sur case noire g5 · Cavalier blanc sur case noire d4 · Roi blanc sur case blanche g4 · Pion blanc sur case noire a3 · Cavalier noir sur case blanche d3 · Pion blanc sur case noire g3 · Pion blanc sur case noire h2 · Dame noire sur case blanche f1 | 2 |
| 1 | Pion noir sur case blanche f7 · Roi noir sur case noire g7 · Pion noir sur case noire h6 · Dame blanche sur case blanche d5 · Pion noir sur case noire g5 · Cavalier blanc sur case noire d4 · Roi blanc sur case blanche g4 · Pion blanc sur case noire a3 · Cavalier noir sur case blanche d3 · Pion blanc sur case noire g3 · Pion blanc sur case noire h2 · Dame noire sur case blanche f1 | Pion noir sur case blanche f7 · Roi noir sur case noire g7 · Pion noir sur case noire h6 · Dame blanche sur case blanche d5 · Pion noir sur case noire g5 · Cavalier blanc sur case noire d4 · Roi blanc sur case blanche g4 · Pion blanc sur case noire a3 · Cavalier noir sur case blanche d3 · Pion blanc sur case noire g3 · Pion blanc sur case noire h2 · Dame noire sur case blanche f1 | Pion noir sur case blanche f7 · Roi noir sur case noire g7 · Pion noir sur case noire h6 · Dame blanche sur case blanche d5 · Pion noir sur case noire g5 · Cavalier blanc sur case noire d4 · Roi blanc sur case blanche g4 · Pion blanc sur case noire a3 · Cavalier noir sur case blanche d3 · Pion blanc sur case noire g3 · Pion blanc sur case noire h2 · Dame noire sur case blanche f1 | Pion noir sur case blanche f7 · Roi noir sur case noire g7 · Pion noir sur case noire h6 · Dame blanche sur case blanche d5 · Pion noir sur case noire g5 · Cavalier blanc sur case noire d4 · Roi blanc sur case blanche g4 · Pion blanc sur case noire a3 · Cavalier noir sur case blanche d3 · Pion blanc sur case noire g3 · Pion blanc sur case noire h2 · Dame noire sur case blanche f1 | Pion noir sur case blanche f7 · Roi noir sur case noire g7 · Pion noir sur case noire h6 · Dame blanche sur case blanche d5 · Pion noir sur case noire g5 · Cavalier blanc sur case noire d4 · Roi blanc sur case blanche g4 · Pion blanc sur case noire a3 · Cavalier noir sur case blanche d3 · Pion blanc sur case noire g3 · Pion blanc sur case noire h2 · Dame noire sur case blanche f1 | Pion noir sur case blanche f7 · Roi noir sur case noire g7 · Pion noir sur case noire h6 · Dame blanche sur case blanche d5 · Pion noir sur case noire g5 · Cavalier blanc sur case noire d4 · Roi blanc sur case blanche g4 · Pion blanc sur case noire a3 · Cavalier noir sur case blanche d3 · Pion blanc sur case noire g3 · Pion blanc sur case noire h2 · Dame noire sur case blanche f1 | Pion noir sur case blanche f7 · Roi noir sur case noire g7 · Pion noir sur case noire h6 · Dame blanche sur case blanche d5 · Pion noir sur case noire g5 · Cavalier blanc sur case noire d4 · Roi blanc sur case blanche g4 · Pion blanc sur case noire a3 · Cavalier noir sur case blanche d3 · Pion blanc sur case noire g3 · Pion blanc sur case noire h2 · Dame noire sur case blanche f1 | Pion noir sur case blanche f7 · Roi noir sur case noire g7 · Pion noir sur case noire h6 · Dame blanche sur case blanche d5 · Pion noir sur case noire g5 · Cavalier blanc sur case noire d4 · Roi blanc sur case blanche g4 · Pion blanc sur case noire a3 · Cavalier noir sur case blanche d3 · Pion blanc sur case noire g3 · Pion blanc sur case noire h2 · Dame noire sur case blanche f1 | 1 |
|   | a | b | c | d | e | f | g | h |   |

Mikhaïl Tal - Paul Keres
Tournoi des candidats 1959, Yougoslavie 
Au lieu de 1...h5+ 2. Rxg5 (2.Rxh5?? Dh3+ 3. Rxg5 f6 mat) 2...Df6+ 3. Rxh5 Ce5 4. Dd6 et les Blancs gagnent, Keres joua : 1...Cf2+ et il suivit : 2. Rf5 Dd3+ 3. Re5 Cg4+ 4. Rd6 Dxa3+ 5. Rc7 De7+ 6. Rb8 Ce3 7. Db5 De4 8. Db2 Rg6 9. Db6+ f6 10. Ce6 Cc4 11. Da6 Ce5 12. Cc7 Dc2 13. Dd6 Dxh2 14. Cd5 Df2 15. Rb7 Dxg3 16. Dxf6+ Rh5 17. De6 Cg4 18. Ce7 Df3+ 19. Rc8 Rh4 20. Cf5+ Rh3 21. Rd8 h5 22. Dg6 Ce5 23. De6 Cg4 24. Dg6 Ce5 25. De6 Dd3+ 26. Cd4+ Cg4 27. Dd5 Cf2 28. Rc8 h4 29. De5 De4 30. Df6 Df4 31. Cf5 Ce4 32. De6 Dg4 0-1.

## Hommages

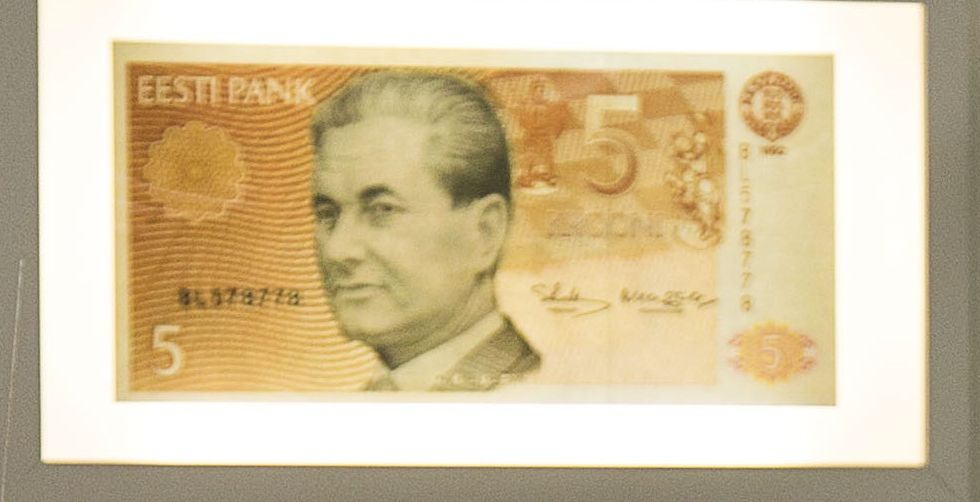
Billet de 5 couronnes estoniennes à l'effigie de Keres.

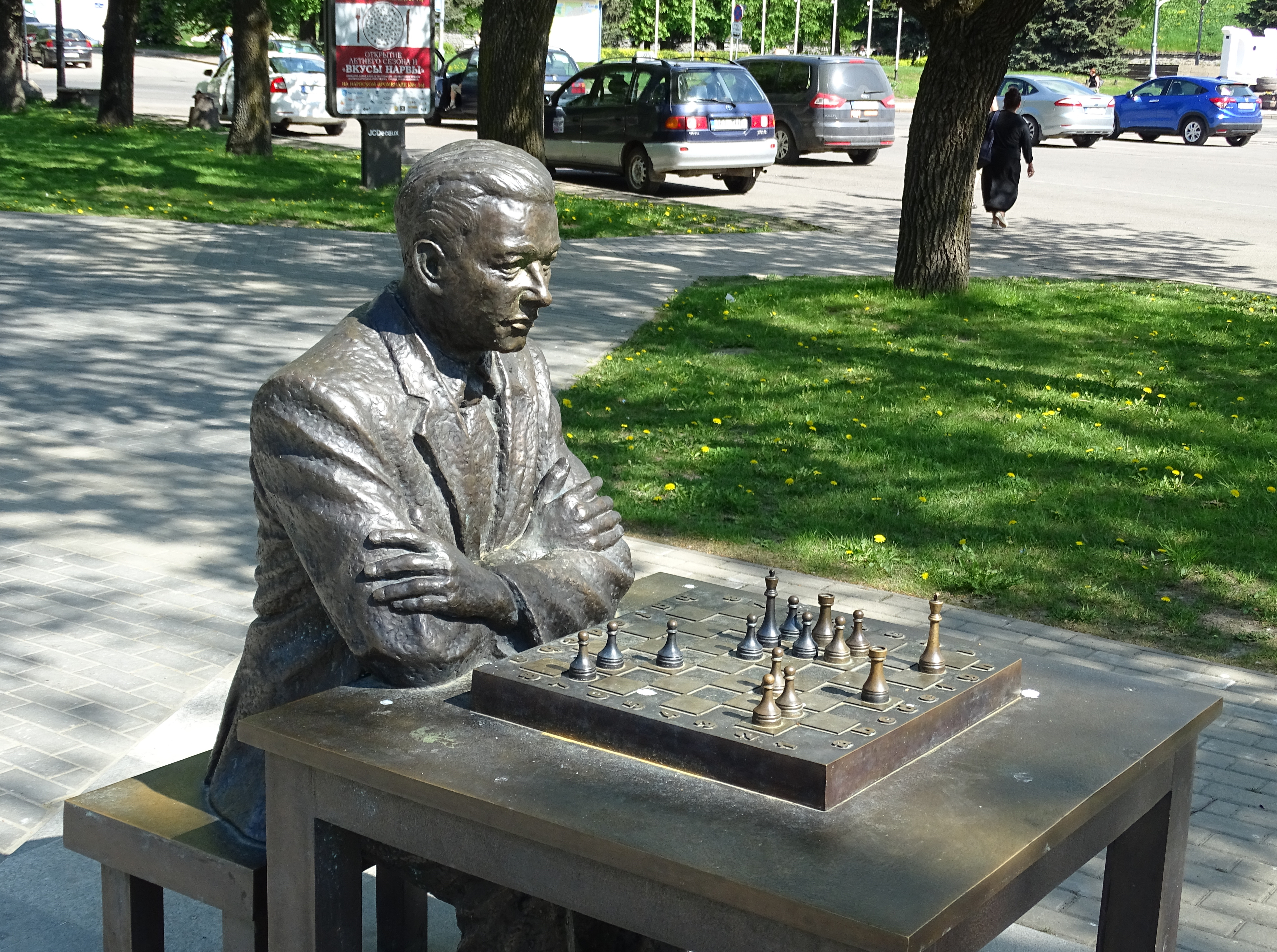
Statue de Paul Keres à Narva en Estonie.

Le billet de 5 couronnes de l'Estonie est à son effigie.
En janvier 2016, à l'occasion du centième anniversaire de la naissance de Paul Keres, la banque centrale estonienne a émis une pièce de 2 euros commémorative à son effigie.

## Publications

### Livres traduits en français
- Paul Keres, Iivo Neï : 4x25, Mes parties favorites de Fischer, Spassky, Kortchnoï et Larsen, éditions Chessy, 2004

- Finales d'échecs pratiques, éd. Grasset-Europe Échecs, 1992
- Paul Kérès, Alexandre Kotov, Harry Golombek (trad. de l'anglais), La maîtrise du milieu de partie aux échecs [« The Art of the Middle Game »], Forbach, Books on Demand, 2022, 284 p. (ISBN 978-2-322-40965-5)Livre sur le milieu de partie, traduction de (en) Paul Keres et Alexandre Kotov, The Art of the Middle Game, éd. Dover, paru en 1964.

### Livres traduits en anglais
Recueil d'articles de Kérès
- (en) Power Chess, Great Grandmaster Battles from Russia, édité par Burt Hochberg, McKay, 1991Collection de 22 articles écrits par Kérès et parus dans Chess Life de 1968 à 1971.

Parties choisies et commentées par Kérès (1931-1962)
- (en) Grandmaster of Chess: The Early Games of Paul Keres, traduit et édité par Golombek, éd. Herbert Jenkins, 1964Contient 26 parties de la période 1931-1938.
- (en) Grandmaster of Chess - The Middle Years of Paul Keres, traduit et édité par Golombek, éd. Herbert Jenkins, 1966Contient 27 parties de la période 1939-1951.
- (en) Grandmaster of Chess - The Later Years of Paul Keres, traduit et édité par Golombek, éd. Arco, 1969Contient 27 parties de la période 1952-1962.
- (en) Grandmaster of Chess - The Complete Games of Paul Keres, traduit et édité par Golombek, éd. Arco, 1972réunit les 80 parties des trois tomes précédents.

Les commentaires des 80 parties de Keres ont été repris avec des traductions nouvelles de Graham Burgess et complétés par huit parties supplémentaires commentées par Keres plus 15 parties de la période 1963-1975 choisies et commentées par John Nunn, dans :
- (en) The Road to the Top (1929-1950), éd. Batsford, 1996
- (en) The Quest for Perfection (1950-1975), éd. Batsford, 1997

### Autres livres
- (ru) Теория шахматных дебютов : Открытые дебюты [« Théorie des ouvertures : les débuts ouverts »], Tallinn,‎ 1949-1952
- (ru) Матч-турнир на первенство мира по шахматам : Гаага — Москва, 1948 [« Tournoi pour le championnat du monde d'échecs : La Haye - Moscou, 1948 »], Tallinn,‎ 1950
- (ru) Французская защита [« La Défense française »], Физкультура и спорт,‎ 1958
- (ru) Сто партий [« Cent parties »], Физкультура и спорт,‎ 1966